# Love Radio
Love Radio was een Nederlandse radiozender die van 1993 tot 2002 heeft bestaan. De zender is ontstaan toen het jongerenstation Power FM werd omgevormd in Love Radio, als onderdeel van Radio 10-groep (Arcade). De zender zond non-stop softe muziek uit.